# جنگ تمام‌عیار

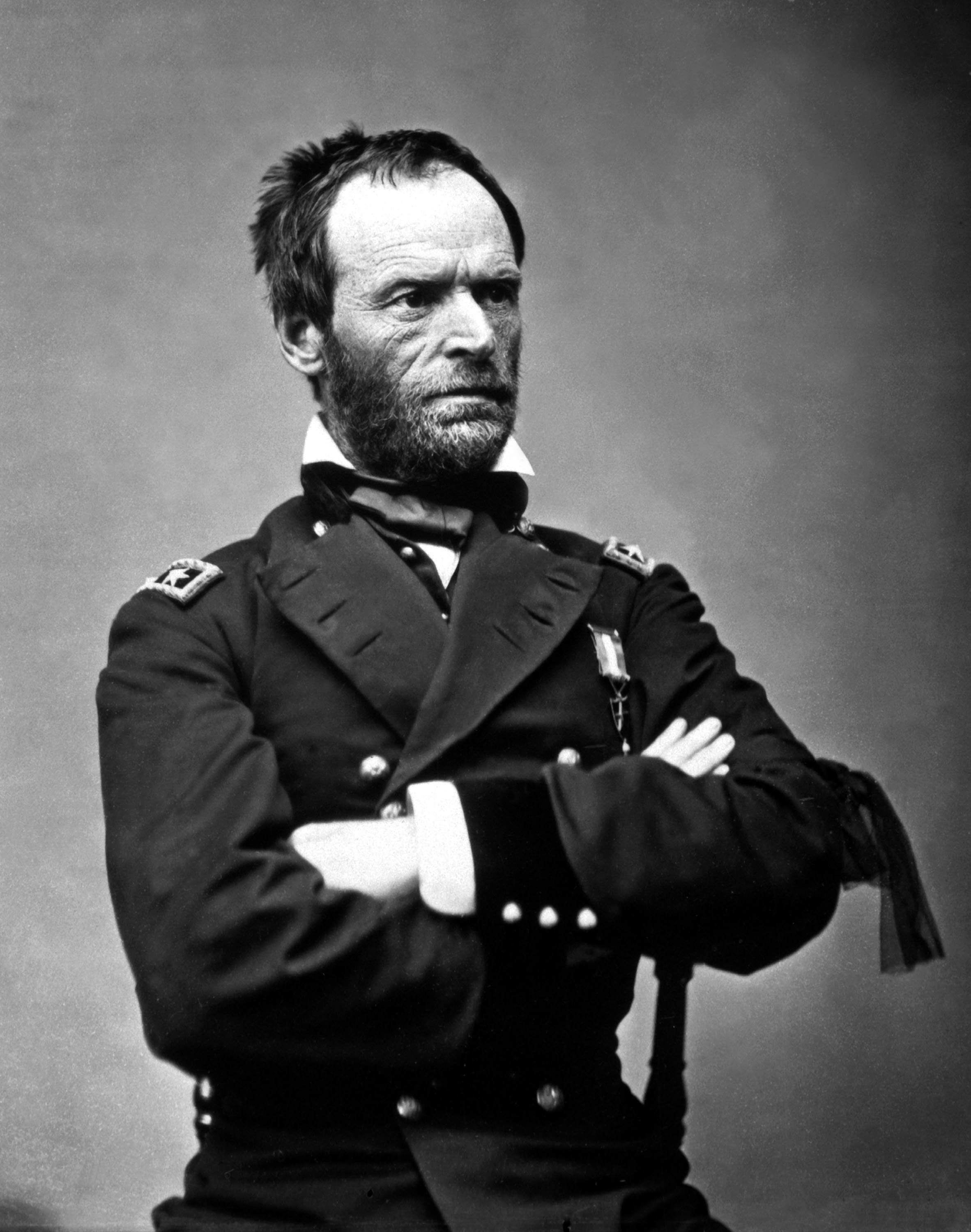
از ژنرال ویلیام شرمن، به عنوان یکی از نخستین تئوریسین‌های جنگ تمام‌عیار یاد می‌شود. او در نبرد با ارتشِ مؤتلفه، از راهبرد نظامی جنگ تمام‌عیار از جمله تاکتیک نظامی زمین سوخته به‌شدت بهره جست.

جنگ تمام‌عیار (به انگلیسی: Total war) جنگی است که در آن یکی از طرفهای درگیر به بسیج کامل نیروی انسانی و منابع موجود می‌پردازد. در جنگ تمام‌عیار، تفاوت اندکی بین نظامیان و غیرنظامی‌ها نسبت به درگیری‌های دیگر وجود دارد و گاه، اصلاً تفاوتی وجود ندارد.